# 北会津町宮袋新田
北会津町宮袋新田（きたあいづまち みやぶくろしんでん）は、福島県会津若松市の大字である。郵便番号は965-0127。

## 地理
会津若松市北西部の北会津地区（旧北会津郡北会津村域）に属する。北で北会津町十二所、北東角で北会津町本田、東で北会津町鷺林、南で北会津町宮袋、南端角で大沼郡会津美里町中新田、西で会津美里町境野、会津美里町鶴野辺とそれぞれ隣接する。概ね町村制施行以前の北会津郡宮袋村域のうち、旧宮袋新田村域の流れを汲む地域である。北会津地区西端部に位置し、一級水系阿賀野川水系宮川右岸流域の一角を範囲とする。域内全域にわたり水田が広がり、中西部の訳田周辺に集落が位置する。北会津地区の他大字と同様に集落がある区画のほとんどは「字」以降を付けず大字に直接番地が続く住所表記がなされる。 

### 主な字
字
- 家東
- 樋下
- 中川原
- 中島
- 訳田

## 歴史
- 1875年8月12日 - 宮袋村が宮袋新田村を合併する。
- 1879年1月27日 - 宮袋村が福島県内における郡区町村制の施行により北会津郡の村となる。
- 1889年4月1日 - 町村制の施行により宮袋村が周辺4村と合併し舘ノ内村が発足する。旧宮袋村域は舘ノ内村大字宮袋となる。
- 1953年4月1日 - 舘ノ内村が荒井村と合併して荒舘村が発足し、荒舘村の大字となる。
- 1956年5月1日 - 荒舘村が川南村と合併して北会津村が発足し、北会津村の大字となる。
- 2004年11月1日 - 北会津村が会津若松市に編入され会津若松市の大字となるのに伴い、大字宮袋のうち字訳田乙、中島乙、家東乙、樋下乙、訳田、中川原、樋下が北会津町宮袋新田へと変更される。

## 世帯数と人口
2024年1月1日現在の世帯数と人口は以下の通りである。
| 大字             | 世帯数 | 人口 |
| ---------------- | ------ | ---- |
| 北会津町宮袋新田 | 12世帯 | 53人 |

## 小・中学校の学区
市立小・中学校に通う場合、学区は以下の通りとなる。
| 番地 | 小学校                 | 中学校                   |
| ---- | ---------------------- | ------------------------ |
| 全域 | 会津若松市立荒舘小学校 | 会津若松市立北会津中学校 |

## 交通

### 道路
域内に国道、県道、幹線市道は通っていない。

## 施設
- 宮袋新田公民館